# Ruslan Kurbanov
Ruslan Kurbanov (kazakiska: Руслан Курбанов), född 17 september 1991, är en kazakisk fäktare som tävlar i värja.

## Karriär
Vid världsmästerskapen i fäktning 2023 i Milano tog Kurbanov brons i värja.